# Triumfetta brachypetala
Triumfetta brachypetala är en malvaväxtart som beskrevs av Porphir Kiril Nicolai Stepanowitsch Turczaninow. Triumfetta brachypetala ingår i släktet triumfettor, och familjen malvaväxter. Inga underarter finns listade i Catalogue of Life.